# Stammliste der Greifen
Die Abstammung der Greifen, des Geschlechts der Herzöge von Pommern, ist von Wartislaw I. (um 1124) bis zu Bogislaw XIV. († 1637) dokumentiert. Die Zählung der Herzöge erfolgt über das gesamte Herzogtum. Abweichungen in der Nummerierung sind darauf zurückzuführen, dass manche Historiker alle geborenen männlichen Nachkommen zählten, während andere nur die zur Volljährigkeit gelangten, regierenden Herzöge berücksichtigten.

## Wartislaw I. bis Bogislaw IV. und Otto I.
1. Wartislaw I. († zw. 1134 und 1148)
  1. Bogislaw I. (* um 1130; † 1187) ⚭ (I) Walburgis († 1177), Tochter von Waldemar I. von Dänemark; (II) Anastasia († nach 1240), Tochter von Mieszko III. von Polen und Eudoxia von Kiew
    1. (I) Ratibor (* um 1160; † 1183)
    2. (I) Wartislaw (* nach 1160; † 1184)
    3. (II) Bogislaw II. (* um 1177; † 1220) ⚭ Miroslawa († wohl 1240), Tochter von Mestwin I. von Pommerellen
      1. Woislawa († 1229)
      2. Barnim I. (* um 1210; † 1278) ⚭ (I) Marianne, Tochter von Wilhelm von Lüneburg und Helene von Dänemark
(II) Margarete von Braunschweig
(III) Mathilde (Mechthild) († 1316), Tochter von Otto III. von Brandenburg und Beatrix von Böhmen
        1. (I) Anastasia (* 1245; † 1317) ⚭ Heinrich I. von Mecklenburg (* 1230; † 1302)
        2. (I/II) Bogislaw IV. (* 1258; † 1309)
→ Bogislaw IV. bis Bogislaw X.
        3. (III) Miroslawa († 1328) ⚭ Nikolaus I. von Schwerin († 1323)
        4. (III) Mechtilde (?) ⚭ Heinrich II. von Werle († nach 1307/1308)
        5. (III) Barnim II. (* um 1277; † 1295)
        6. (III) Margaretha
        7. (III) Otto I. (* um 1279; † 1344)
→Otto I. bis Otto III.
        8. (III) Beatrix († 1300 od. 1315)

      3. Dobroslawa ⚭ NN von Gützkow

    4. (II) Kasimir II. (* um 1180, † 1219) ⚭ Ingardis von Dänemark
      1. Wartislaw III. (* um 1210; † 1264) ⚭ Sophia
      2. Elisabeth († 1222)

  2. Kasimir I. (* nach 1130; † 1180)
2. Ratibor I. († 1156) ⚭ Pribislawa († nach 1156), evtl. Tochter von Herzog Bolesław III. Schiefmund von Polen; seine Nachkommen sind die Ratiboriden

Swantibor (I.), möglicherweise ein Vetter von Wartislaw I. und Ratibor I.; seine Nachkommen sind die Swantiboriden

## Bogislaw IV. bis Bogislaw X.
1. Bogislaw IV. (* 1258; † 1309) ⚭ (I) Mechthild († vor 1309), Tochter von Johann I. von Brandenburg und Jutta von Sachsen
(II) Margareta, (Tochter von Wizlaw II. von Rügen und der Agnes von Brandenburg
  1. (II) Eufemia (* 1289; † 1330) ⚭ Christoph II. von Dänemark
  2. (II) Margareta (* 1287; † 1337) ⚭ (I) Nikolaus, Herr zu Rostock († 1314), (II) Herzog Johann von Glogau und Steinau († 1365)
  3. (II) Wartislaw IV. (* um 1290; † 1326) ⚭ Elisabeth von Schlesien
    1. Bogislaw V. (* um 1326; † 1374) ⚭ (I) Elisabeth, Tochter von Kasimir III. von Polen und der Anna von Litauen
(II) Adelheid, Tochter von Ernst I. von Braunschweig-Grubenhagen und der Adelheid von Everstein
      1. (I) Kasimir IV. (V.) (* um 1351; † 1377) ⚭ (I) Johanna (Kenna) († 1368), Tochter von Olgierd von Litauen und der Maria von Witebsk, (II) Margareta († 1409), Tochter von Siemowit III. von Masowien und der Eufemia von Troppau
      2. (I) Elisabeth (* um 1347; † 1393) ⚭ Kaiser Karl IV.
      3. (I) Wartislaw VII. († 1395) ⚭ Maria, Tochter von Heinrich III. von Mecklenburg
        1. Erich (Bogislaw) (* 1382; † 1459) ⚭ Philippa von England
        2. Katharina (* 1390; † 1426) ⚭ Johann von Pfalz-Neumarkt

      4. (II) Bogislaw VIII. (* um 1364; † 1418) ⚭ Sophie von Holstein († nach 1448)
        1. Bogislaw IX. (* um 1407/1410; † 1446) ⚭ Maria, Tochter Herzogs Ziemowit IV. von Masowien und Alexandra von Litauen
          1. Sophia (* um 1435; † 1497) ⚭ Herzog Erich II. von Pommern
          2. Alexandra († 1451)

        2. Ingeborg ⚭ Heinrich der Ältere von Mecklenburg-Stargard († 1466)

      5. (II) Margarethe (* um 1366; † 1407) ⚭ Herzog Ernst den Eisernen von Österreich
      6. (II) Barnim V. (* 1369; † 1402/1403)

    2. Barnim IV. (* 1325; † 1365) ⚭ Sophie, Tochter von Johann II. von Werle
      1. Wartislaw VI. (* um 1345; † 1394) ⚭ Anna, Tochter Johann I. von Mecklenburg-Stargard
        1. Barnim VI. (* um 1365; † 1404)
          1. Wartislaw IX. (* um 1400; † 1457) ⚭ Sophia von Sachsen-Lauenburg
            1. Erich II. (* 1427; † 1474) ⚭ Sophia († 1497), Tochter von Bogislaw IX. von Pommern-Stolp
              1. Bogislaw X. (* 1454; † 1523)
→ Bogislaw X. bis Bogislaw XIV.
              2. Kasimir (* um 1455; † 1474)
              3. Wartislaw (* nach 1465; † 1475)
              4. Barnim (* nach 1465; † 1474)
              5. Elisabeth, Priorin im Kloster Verchen († 1516)
              6. Sophie (* 1460, † 1504) ⚭ Magnus II. von Mecklenburg
              7. Margaretha († 1526) ⚭ Herzog Balthasar von Mecklenburg (* 1451; † 1507)
              8. Katharina († 1526) ⚭ Herzog Heinrich I. von Braunschweig-Wolfenbüttel († 1514)
              9. Maria, Äbtissin zu Wollin († 1512)

            2. Wartislaw X. (* um 1435; † 1478) ⚭ (I) Elisabeth von Brandenburg (* 1425; † 1465), Witwe von Joachim von Pommern-Stettin; (II) Magdalena, Tochter Heinrichs des Älteren von Mecklenburg-Stargard († 1466), Witwe des Grafen Burkhard von Barby
              1. (I) Swantibor (V.) (* um 1454; † 1464)
              2. (I) Ertmar (* um 1455; † 1464)

            3. Elisabeth
            4. Christoph

          2. Barnim VII. (* um 1403/1405; † 1451)

        2. Wartislaw VIII. (* 1373; † 1415) ⚭ Agnes von Sachsen-Lauenburg
          1. Wartislaw (* um 1398; † 1414/1415)
          2. Barnim VIII. (* um 1406; † 1451) ⚭ Anna von Wunstorf
            1. Agnes (* um 1434; † 1512) ⚭ (I) 1449 Markgraf Friedrich III. von Brandenburg, genannt der Fette; (II) 1478 Fürst Georg II. von Anhalt-Zerbst

          3. Swantibor II. (IV.) (* um 1408; † 1432/1436)
          4. Sophia († nach 1453) ⚭ Wilhelm, Herr zu Werle († 1436)

        3. Sophie († 1406) ⚭ Heinrich I. von Braunschweig

      2. Bogislaw VI.
        1. Sophia ⚭ (I) Erich I. von Mecklenburg († 1397) (II) Nikolaus V. von Werle

      3. Elisabeth ⚭ Magnus I. von Mecklenburg

    3. Wartislaw V. (* 1326; † 1390)

  4. (II) Jutta (* 1290; † 1336), Äbtissin im Kloster Krummin
  5. (II) Elisabeth (* 1291; † 1349) ⚭ Erich I. von Sachsen-Lauenburg

## Otto I. bis Otto III.
1. Otto I. (* um 1279; † 1344) ⚭ (I) Katharina, Tochter von Graf Gerhard II. von Holstein; ⚭ (II) Elisabeth, Tochter von Graf Nikolaus I. von Schwerin
  1. (II) Barnim III. (* um 1303; † 1368) ⚭ Agnes (1318–1371), Tochter von Heinrich II. von Braunschweig-Grubenhagen
    1. Otto
    2. Kasimir III. (IV.) (* um 1351; † 1372)
    3. Swantibor I. (III.) (* um 1351; † 1413) ⚭ Anna von Hohenzollern, Tochter von Albrecht dem Schönen von Nürnberg
      1. Otto II. (* um 1380; † 1428) ⚭ Agnes, Tochter von Johann II. von Mecklenburg-Stargard
      2. Albrecht († vor 1412)
      3. Kasimir V. (VI.) (* um 1380; † 1434) ⚭ (I) Katharina von Braunschweig-Lüneburg († 1429), Tochter von Bernhard I. von Lüneburg, (II) Elisabeth († 1451), Tochter von Herzog Erich I. von Braunschweig-Grubenhagen
        1. (I) Joachim der Ältere († vor 1424)
        2. (I) Anna († 1447) ⚭ Johann V. von Mecklenburg-Schwerin
        3. (I) Joachim der Jüngere (* um 1424; † 1451) ⚭ Elisabeth von Brandenburg (* 1425; † 1465)
          1. Otto III. (* 1444; † 1464)

        4. (II) Margaretha ⚭ Graf Albrecht III. von Lindow-Ruppin

      4. Margaretha († vor 1467) ⚭ Herzog Ulrich I. von Mecklenburg-Stargard († 1417)

    4. Bogislaw VII. († 1404)

  2. (II) Mechthild († 1331) ⚭ Johann III. von Werle († 1352)

## Bogislaw X. bis Bogislaw XIV.
1. Bogislaw X. (* 1454; † 1523) ⚭ (I) Margarete von Brandenburg (* 1449/1450; † 1489); (II) Anna von Polen (* 1476; † 1503)
  1. (II) Sophia (* 1498; † 1568) ⚭ Friedrich I. von Dänemark
  2. (II) Georg I. (* 1493; † 1531) ⚭ (I) Amalie von der Pfalz (* 1490; † 1525); (II) Margareta von Brandenburg (* 1511; † 1577)
    1. (I) Bogislaw XI. (* 1514; † 1514)
    2. (I) Philipp I. (* 1515; † 1560) ⚭ Maria von Sachsen (* 1515; † 1583)
      1. Georg (* 1540; † 1544)
      2. Johann Friedrich (* 1542; † 1600) ⚭ Erdmuthe von Brandenburg (* 1561; † 1623)
      3. Bogislaw XIII. (* 1544; † 1606) ⚭ Klara, Tochter von Herzog Franz von Braunschweig-Lüneburg
        1. Philipp II. (* 1573; † 1618) ⚭ Sophia, Tochter von Johann von Schleswig-Holstein-Sonderburg
        2. Klara-Maria (* 1574; † 1623) ⚭ (I) Sigismund August (Mecklenburg) (* 1560; † 1600); (II) August der Jüngere von Braunschweig-Lüneburg (* 1579; † 1666)
        3. Katharina (* 1575; † 1575)
        4. Franz (* 1577; † 1620) ⚭ Sophie von Sachsen (* 1587; † 1635), Tochter von Christian I. von Sachsen
        5. Erdmut (* 1578; † 1583)
        6. Bogislaw XIV. (* 1580; † 1637) ⚭ Elisabeth, Tochter von Johann von Schleswig-Holstein-Sonderburg und Elisabeth von Braunschweig-Grubenhagen
        7. Georg II. (* 1582; † 1617)
        8. Johann Ernst (* 1586; † 1590)
        9. Sophia Hedwig (* 1588; † 1591)
        10. Ulrich (* 1589; † 1622) ⚭ Hedwig von Braunschweig (* 1595; † 1650)
        11. Anna (* 1590; † 1660) ⚭ Ernst von Croy und Aerschot († 1620)
          1. Ernst Bogislaw von Croy (* 1620; † 1684)

      4. Ernst Ludwig (* 1545; † 1592) ⚭ Sophia Hedwig von Braunschweig-Wolfenbüttel (* 1561; † 1631)
        1. Hedwig Maria (* 1579; † 1606)
        2. Elisabeth Magdalena (* 1580; † 1649) ⚭ Herzog Friedrich Kettler von Kurland und Semgallen
        3. Philipp Julius (* 1584; † 1625) ⚭ Agnes, Tochter von Kurfürst Johann Georg von Brandenburg

      5. Amelia (* 1547; † 1580)
      6. Barnim X. (XII.) (* 1549; † 1603) ⚭ Anna Maria von Brandenburg (* 1567; † 1618)
      7. Erich (* 1551; † 1551)
      8. Margaretha (* 1553; † 1581) ⚭ Herzog Franz II. von Lauenburg
      9. Anna (* 1554; † 1626) ⚭ Herzog Ulrich von Mecklenburg-Güstrow
      10. Kasimir VI. (IX). (* 1557; † 1605)

    3. (I) Margaretha (* 1518; † 1569) ⚭ Ernst III. von Braunschweig-Grubenhagen
    4. (II) Georgia (* 1531; † 1574) ⚭ Stanislaus Latalski Graf von Labischin (* 1535; † 1598)

  3. (II) Anna (* 1492; † 1550) ⚭ Herzog Georg I. von Liegnitz und Brieg († 1521)
  4. (II) Barnim (* vor 1501; † vor 1501)
  5. (II) Barnim IX. (* 1501; † 1573) ⚭ Anna von Braunschweig-Lüneburg (* 1502; † 1568)
    1. Alexandra († jung)
    2. Bogislaw (XII.) († jung)
    3. Maria (* 1527; † 1554) ⚭ Graf Otto IV. von Schaumburg (* 1517; † 1576)
    4. Dorothea (* 1528; † 1558) ⚭ Graf Johann I. von Mansfeld († 1567)
    5. Elisabeth († 1554?)
    6. Anna (* 1531; † 1592) ⚭ (I.) Fürst Karl von Anhalt (* 1534; † 1561), (II.) Burggraf Heinrich VI. von Plauen (* 1536; † 1572), (III.) Graf Jobst II. von Barby-Mühlingen (* 1544; † 1609)
    7. Sibylla (* 1541; † 1564)

  6. (II) Elisabeth († vor 1518)
  7. (II) Otto (* vor 1503; † vor 1518)
  8. (II) Kasimir (* 1494; † 1518)
  9. Christoph (* um 1475; †  wahrscheinlich 1521), unehelicher Sohn, bekleidete geistliche Ämter